# Font i safareig del Pedró
Font i safareig del Pedró és un monument del municipi de l'Escala inclòs en l'Inventari del Patrimoni Arquitectònic de Catalunya.

## Descripció
Situat a l'oest del nucli antic de la població de l'Escala, als peus del puig del Pedró, davant l'avinguda Francesc Macià i formant cantonada amb el carrer de l'Empordà.
Conjunt de planta rectangular format per la font pròpiament dita i, al seu costat, el safareig públic. Ambdues estructures es troben a un nivell inferior respecte al nivell de circulació actual del carrer. La font està formada per un cos rectangular que presenta un gran arc de mig punt al frontal, per accedir als brolladors. Està bastit amb carreus de pedra ben desbastats lligats amb morter de calç, damunt d'una línia d'imposta motllurada. A l'interior, l'aigua brolla a través de tres sortidors instal·lats en un banc d'obra. Al frontal s'hi pot llegir l'any de construcció, "1736", i el lema "SI OBRES,TANCA". A través d'una canal situada al paviment, l'aigua s'escola per sota del carrer cap a la desembocadura del rec Ter Vell. A la font s'hi accedeix mitjançant unes escales d'obra, situades a peu del carrer.
Al costat sud de la font, separat per una tanca de pedra i morter, hi ha el safareig. De planta rectangular i amb unes mesures força grans, el safareig està bastit amb carreus de pedra ben desbastats, amb les peces superiors esbiaixades per facilitar el rentat. Envoltant el perímetre hi ha una canalització que recollia l'aigua sobrant, i la conduïa cap enfora, a través del mur de pedra. A l'extrem sud, el safareig presenta un dipòsit a manera d'abeurador.

## Història
La font fou bastida l'any 1796, prop del camí d'entrada al poble de l'Escala, sota el conceptes sanitaris promoguts per la il·lustració. Aquesta aigua provenia de la Fornaca, a un quilòmetre i mig, mitjançant una canalització subterrània amb un sistema de decantació. Deu pilars de pedra en línea recta marcaven el curs i feien de respirador perquè l'aigua pogués circular.
L'any 1887 es construeix el rentador a tocar el rec del Molí per aprofitar l'aigua corrent.
Finalment, l'any 1916, l'alcalde Joan Baptista Gou i de Palol, inaugura l'aigua corrent a la vila.
Encara avui en dia es pot apreciar sobre la font la inscripció "Si obre, tanca" amb la data "1796".